# Vého
Vého település Franciaországban, Meurthe-et-Moselle megyében. Lakosainak száma 111 fő (2022. január 1.). Vého Domjevin, Emberménil, Laneuveville-aux-Bois, Leintrey, Manonviller és Reillon községekkel határos.

## Népesség
A település népessége az elmúlt években az alábbi módon változott:
| Lakosok száma | 126  | 84   | 87   | 100  | 109  | 97   | 100  | 107  | 108  | 111  |
|               | 1968 | 1982 | 1990 | 2006 | 2013 | 2015 | 2017 | 2019 | 2020 | 2022 |